# كأس العراق 1972–73
وهي إحدى بطولات كأس العراق التي نضمت بعد إلغاء النظام القديم لكأس العراق والذي كان البطولة الوحيد التي ينضمها الإتحاد العراقي لكرة القدم ففي عام 1961 بدأ العمل ببطولة دوري وبطولة كأس.
الفائز بهذه البطولة هو نادي الطيران.